# Hypnophila
Hypnophila ist eine Schneckengattung aus der Familie der Azecidae in der Unterordnung der Landlungenschnecken (Stylommatophora).

## Merkmale
Das länglich-eiförmige bis schlank-spindelförmige Gehäuse wird bis zu 9 mm hoch und bis 3,3 mm breit. Es hat bis zu 7,5 an der Peripherie stark abgeflachte Windungen mit einer seichten Naht. Der Apex ist gerundet-stumpf. Die Gehäuseoberfläche ist glatt und wirkt wie poliert. Die Farbe variiert von fast farblos, über gelblich, bernsteinfarben bis zu kastanienbraun. Die Mündung ist eiförmig bis länglich-dreieckig mit einer in den unteren zwei Dritteln leicht verdickten Außenlippe. Die Innenlippe weist einen Spindelkallus auf, der allmählich in den fadenförmigen Parietalkallus übergeht. Der Parietalkallus bildet in der rechten oberen Ecke der Mündung ein Zähnchen (Angularis) aus; hier ist ein tiefer and enger Spalt ausgebildet. Die Spindel ist nahezu gerade und mehr oder weniger an der Basis abgeschnitten. Die Spindelwand ist mit einem kleinen Zähnchen versehen.
Im Geschlechtsapparat ist der Eisamenleiter ungewöhnlich kurz. Der lange Samenleiter zweigt bereits weit oben ab. Er tritt apikal in den  mäßig langen Penis ein. Der Retraktormuskel setzt apikal am Penis an. Der freie Eileiter ist etwa so lang wie die Vagina oder geringfügig kürzer. Diese ist angeschwollen mit einer drüsigen Wand (Perivaginaldrüse). Der vergleichsweise kurze Stiel der Spermathek ist nicht verdickt, die rundliche Blase reicht bis zur Albumindrüse.

## Geographische Verbreitung und Lebensraum
Die Arten der Gattung Hypnophila kommen in Nordafrika, der Iberischen Halbinsel, in Südfrankreich, auf  Sardinien, Korsika und den Inseln des Toskanischen Archipels, Äolische Inseln und Sizilien, auf der Balkanhalbinsel bis zum Peloponnes vor. Einige Arten sind Höhlenbewohner.

## Taxonomie
Das Taxon wurde von 1858 von als Azeca (Hypnophila) aufgestellt. Typusart durch spätere Bestimmung durch Geoffrey Nevill (1881) ist Bulimus pupaeformis Cantraine, 1835. Derzeit werden folgende Arten zur Gattung Hypnophila gestellt.
- Hypnophila Bourghuignat, 1858
  - Hypnophila bisacchii Giusti, 1970
  - Hypnophila boissii (Dupuy, 1850)
  - Hypnophila cyclothyra (Boettger, 1885)
  - Hypnophila cylindracea (Calcara, 1840)
  - Hypnophila dohrni (Paulucci, 1882)
  - Hypnophila emiliana (Bourguignat, 1858)
  - Hypnophila girottii Esu, 1978
  - Hypnophila incerta (Bourguignat, 1858)
  - Hypnophila malagana Gittenberger & Menkhorst in Gittenberger, 1983
  - Hypnophila maroccana (Mousson, 1873)
  - Hypnophila polita (Porro, 1838)
  - Hypnophila psathyrolena (Bourguignat, 1858)
  - Hypnophila pupaeformis (Cantraine, 1835)
  - Hypnophila remyi (Boettger, 1949)
  - Hypnophila zacynthia (Roth, 1855)

Die meisten Autoren betrachten die Gattung Gomphroa Westerlund, 1902 (Typusart: Zua boissii Dupuy, 1850) als jüngeres Synonym von Hypnophila Bourguignat, 1858. Lediglich Schileyko (1998) akzeptiert Gomphroa als gültige Gattung. Würde das Taxon als eigenständiges Taxon anerkannt, müsste es zur Familie Azecidae gestellt werden.